# Moluccazhangia notulus
Moluccazhangia notulus är en insektsart som beskrevs av Walker 1870. Moluccazhangia notulus ingår i släktet Moluccazhangia och familjen dvärgstritar. Inga underarter finns listade i Catalogue of Life.